# يويداي كونيشي
يويداي كونيشي (باليابانية: 小西 雄大) (18 أبريل 1998 في توكوشيما في اليابان – )؛ هو لاعب كرة قدم ياباني سابق كان يلعب كمهاجم.

## وصلات خارجية
- يويداي كونيشي على موقع رابطة كرة القدم اليابانية للمحترفين (اليابانية)
- يويداي كونيشي على موقع قاعدة بيانات كرة القدم.إي يو (الإنجليزية)
- يويداي كونيشي على موقع Soccerway.com (الإنجليزية)
- يويداي كونيشي على موقع عالم كرة القدم.نت (الإنجليزية)